# Khurshed Alam Khan

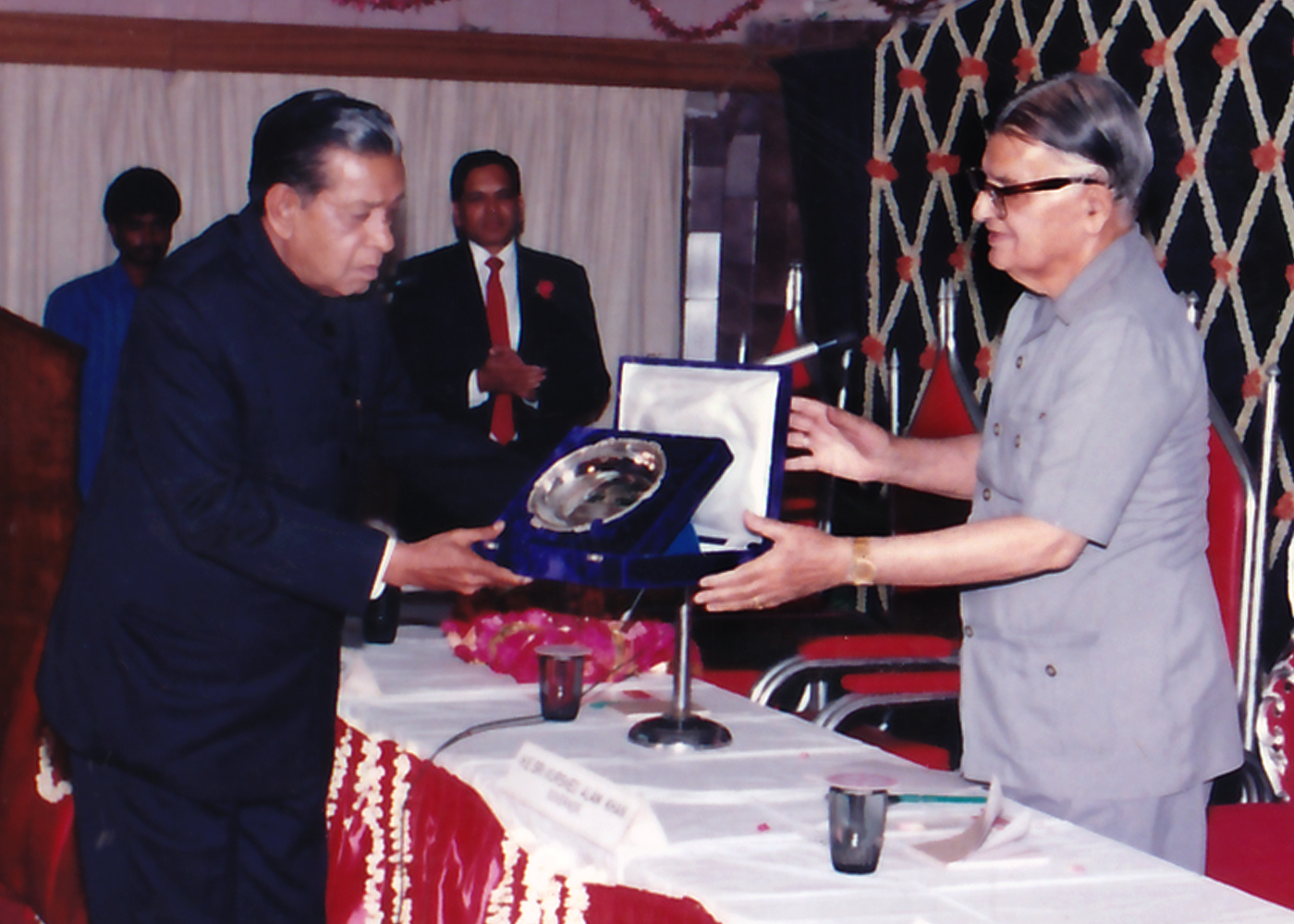
Khurshed Alam Khan

Khurshed Alam Khan (distrito de Farrukhabad, Uttar Pradesh, 19 de febrero de 1919- Delhi, 20 de julio de 2013) fue un político indio.
Fue ministro de Comercio entre 1980 y 1982 y en 1985, además de ministro de Comercio Internacional entre 1985 y 1986; entre otros ministerios. Más tarde ejerció como gobernador de Goa entre 1989 y 1991 y de Karnataka entre 1991 y 1999. Fue padre del también político Salman Khurshid.